# 되튐 (유변학)
되튐(recoil) 또는 반동은 외부 힘이 제거될 때 움직이는 유체가 이전 위치로 되돌아가는 능력을 특징으로 하는 비뉴턴 유체에서만 관찰되는 유변학(rheology)적 현상이다. 반동은 유체가 이동하는 속도와 가속도가 분자 구조에 따라 달라지고 유체가 돌아오는 위치가 구조적 엔트로피(conformational entropy)에 따라 달라지는 유체의 탄성과 기억의 결과이다. 이 효과는 수많은 비뉴턴 액체에서 약간씩 관찰되지만 용융된 폴리머와 같은 일부 재료에서는 두드러진다.

## 같이 보기
- 순응도 (생리학)
- 뻣뻣함#순응도
- 탄성 되튐(elastic recoil)
- 연속체 역학

- 유변학